# سانی‌دندان
سانی‌دندان (نام علمی: Sunnyodon notleyi) نام یک گونه از تیره پلشوفاتیان است.